# ورزشگاه ابرانکه
ورزشگاه ابرانکه (به لاتین: Abrankese Stadium) یک ورزشگاه در غنا است که در کوماسی واقع شده‌است.